# Fay Marbe

Fay Marbe 1928 auf einer Fotografie von Alexander Binder

Fay Marbe, auch Fay Marbé, (* 4. Februar 1899 in Manhattan, New York City; † 2. Juni 1986 in Fairfield, Connecticut) war eine US-amerikanische Tänzerin, Sängerin und Schauspielerin.

## Leben
Marbe entstammte einem wohlhabenden Elternhaus und wuchs in New York auf. Bereits als Jugendliche tanzte und sang sie in einer Show mit Nora Bayes und war nach eigener Aussage in Manhattan Teil der Wohltätigkeitsveranstaltung Allied Pageant, wo sie von dem Theaterdirektor William Elliott entdeckt wurde. Er engagierte sie 1917 als Zweitbesetzung der Hauptrolle des Musicals Oh Boy! im Princes Theatre. Es folgten Engagements in den erfolgreichen Stücken The Velvet Lady (1919) am New Amsterdam und The Magic Melody (1920) am Shubert.
Im Jahr 1920 ging Marbe nach Hollywood und trat im selben Jahr in Lawrence C. Windoms Stummfilm The Very Idea als Tänzerin auf. Es folgten Engagements in Vaudeville-Stücken, von denen Topics of 1923 im Winter Garden sehr erfolgreich war. Marbe ging nach Europa, wo sie unter anderem 1926 für die Wochengage von 100 Pfund von George Edwardes für das Stück Yvonne im Daly’s Theatre in London engagiert wurde. Als der Vertrag nicht zustande kam, verklagte sie Edwards wegen Vertragsbruches (Fall „Marbe v. George Edwardes“) und erhielt vor Gericht Recht. Edwardes wurde zu einer Zahlung von 6300 Pfund Entschädigung verurteilt, einigte sich jedoch später mit Marbe in einem Vergleich, der ihr unter anderem Auftritte im Daly’s zusicherte.
Im Jahr 1928 war sie in Fritz Freislers Stummfilm Dorine und der Zufall an der Seite von Ernö Verebes und Igo Sym zu sehen. „Fay Marbé glänzt in schönen Toiletten (sonst ist sie ziemlich unerträglich)“, befand Siegfried Kracauer nach einem Kinobesuch 1928. Während ihrer Zeit in Deutschland drehte sie zudem acht Stummfilme für die Ufa. Zeitgenössische Kritiker nannten sie „eine harmlose Durchschnittsbegabung, die konventionelle Rollen mit konventionellem Geschick erledigt“.
Zurück in den Vereinigten Staaten wurde sie als „The Magnetic International Star“ vermarktet und trat als Solotänzerin mit ihrer Show A Continental Revue auf, in der sie verschiedene europäische Lieder sang und Tänze vorführte. In Hollywood drehte Marbe 1929 ihren einzigen Tonfilm: In Mark Sandrichs The Talk of Hollywood war sie mit französischem Akzent die Pariser Sängerin Adore Renée. Auch ihr Bruder Gilbert Marbe spielte im Film mit. The Talk of Hollywood wurde ein Misserfolg und Marbe zog sich 1932 nach mehreren gescheiterten Versuchen, als Kabarettkünstlerin Fuß zu fassen, aus dem öffentlichen Leben zurück.

## Filmografie (Auswahl)
- 1920: The Very Idea, Regie: Lawrence C. Windom
- 1928: Dorine und der Zufall, Regie: Fritz Freisler
- 1929: The Talk of Hollywood, Regie: Mark Sandrich